# Tiger team
Il termine Tiger Team, usato originariamente in ambito militare, indica le squadre aventi lo scopo di penetrare la sicurezza di installazioni "amiche", e in questo modo di testare le loro misure di sicurezza. 

## Esempi
I loro membri sono professionisti che lasciano traccia dei loro successi, come ad esempio lasciare cartelli di segnalazione con scritto "bomba" in installazioni difensive di importanza critica, oppure note manoscritte recanti la dicitura "i vostri codici sono stati rubati" (cosa che non fanno mai) all'interno di luoghi sicuri, ecc. Alle volte, dopo un'intrusione portata a termine con successo, un membro della sicurezza di alto livello si presenta per un "controllo di sicurezza", e "scopre" le tracce dell'intrusione. Successi di alto livello conseguiti dai Tiger Teams hanno alle volte portato a pensionamenti anticipati di comandanti di basi o ufficiali addetti alla sicurezza.

## Nel mondo Informatico
Il termine è diventato popolare nel mondo informatico, dove la sicurezza dei sistemi è spesso testata dai Tiger Team. Alcuni Tiger Team sono formati da hacker professionisti che testano la sicurezza dei server delle aziende tentando di accedervi con attacchi remoti tramite la rete locale LAN, Internet o canali di comunicazione considerati "sicuri" come la VPN.

## Oggi
Il termine è ormai obsoleto, ed è adesso più comune riferirsi a loro come penetration tester o ethical hacker e il processo di valutazione di un computer o di una infrastruttura informatica come penetration test.